# Jacob Araptany
Jacob Araptany (né le 11 février 1992 à Kaproron) est un athlète ougandais, spécialiste du 3 000 mètres steeple.

## Palmarès
| Date | Compétition                            | Lieu         | Résultat | Épreuve             | Temps         |
| ---- | -------------------------------------- | ------------ | -------- | ------------------- | ------------- |
| 2010 | Championnats du monde juniors          | Moncton      | 3e       | 3 000 m st.         | 8 min 37 s 02 |
| 2011 | Championnats du monde de cross-country | Punta Umbría | 9e       | Individuel juniors  | 23 min 03 s   |
| 2011 | Championnats du monde de cross-country | Punta Umbría | 3e       | Par équipes juniors | 50 pts        |
| 2011 | Championnats d'Afrique juniors         | Gaborone     | 3e       | 3 000 m st          | 8 min 30 s 63 |
| 2011 | Championnats du monde                  | Daegu        | 6e       | 3 000 m st          | 8 min 18 s 67 |
| 2017 | Championnats du monde                  | Londres      | 14e      | 3 000 m st.         | 8 min 49 s 18 |

## Records
| Épreuve              | Performance   | Lieu | Date        |
| -------------------- | ------------- | ---- | ----------- |
| 3 000 mètres steeple | 8 min 14 s 48 | Rome | 31 mai 2012 |